# IPhoneografia

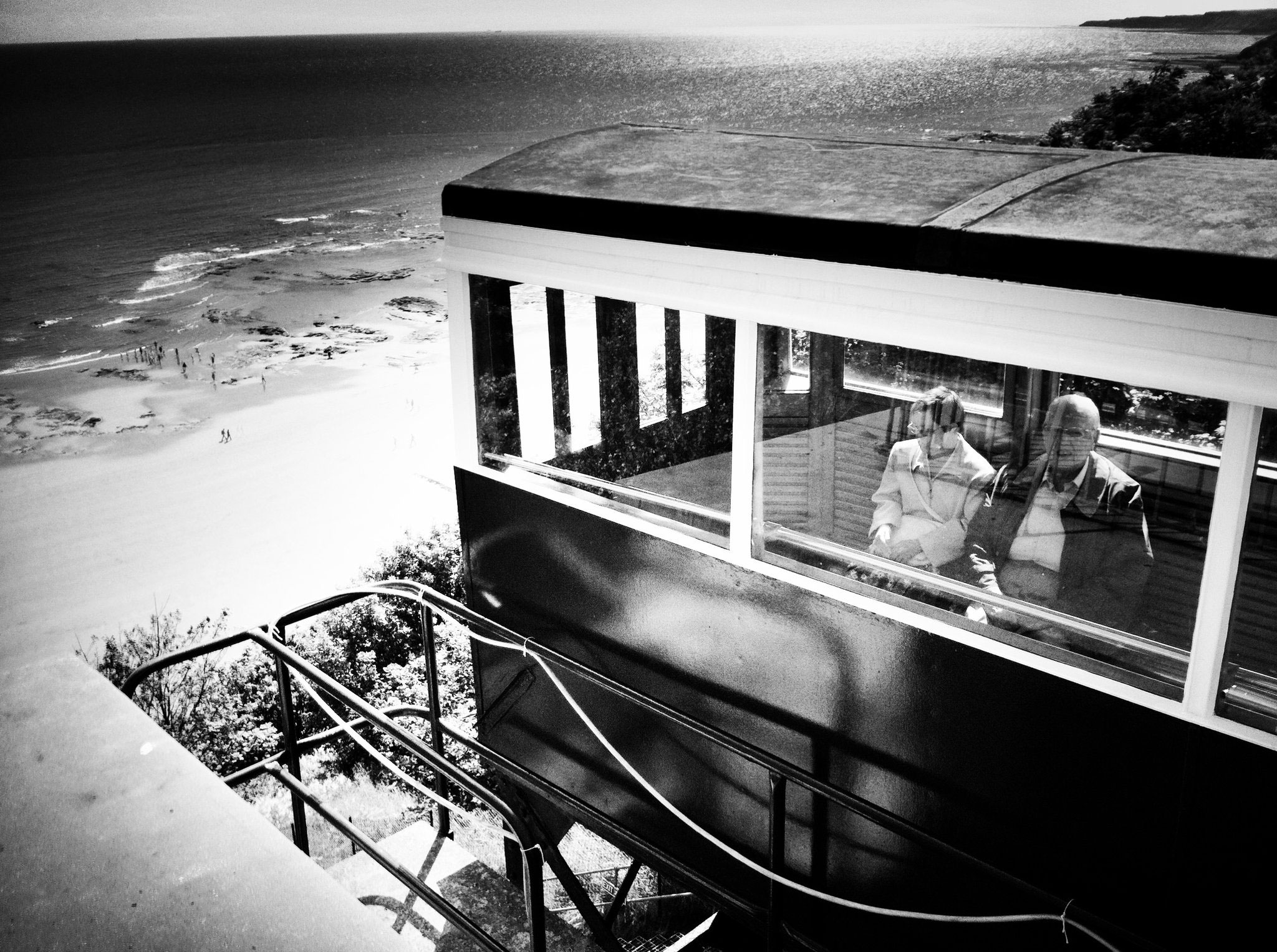
Exemple de iPhoneografia

La iPhoneografia és l'art de fotografiar amb la càmera d'un iPhone d'Apple Inc. Els fotògrafs professionals, aficionats, principiants o fins i tot casuals que utilitzen iPhone per a prendre fotografies són anomenats iPhoneògrafs. No es té en compte el fet que els iPhoneògrafs editin les seves fotografies des del seu dispositiu iOS amb les diferents aplicacions que existeixen per a això (Instagram, Hipstamatic, Photoshop Express, Snapseed, entre altres).
La iPhoneografia va evolucionar ràpidament des del seu naixement en 2007, any en què va fer el seu debut gràcies a la càmera de 2 megapíxels. Amb la millora de la qualitat de les cambres de cada iPhone (3G, 4 i 4S), més fotògrafs professionals s'han convertit en iPhoneògrafs, reconeixent així el valor que té la iPhoneografia per a la fotografia.

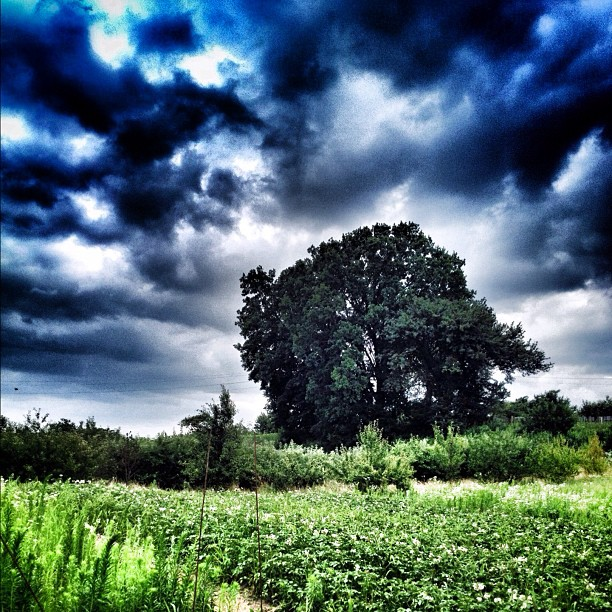
Un altre exemple d'IPhoneografia

## Qui ha fet iPhoneografia?
Segons es diu, la primera exhibició considerada iPhoneografia va ser el 30 de juny de 2010: "els píxels a una Exhibició". Va ser a Berkeley, Califòrnia, organitzat i vetllat per Knox Bronson i Rae Douglas. Al voltant del mateix temps, el fotògraf Damon Winter va usar Hipstamatic per fer fotos de la guerra a Afganistan. Una d'aquestes col·leccions va ser publicada el 21 de novembre de 2010 en el New York Times a una sèrie titulada "A Grunt's Life", el qual va rebre un premi internacional (#3) patrocinat per RJI, Donald W. Institut de Periodisme del Reynolds. També a Afganistan, el 2011, el periodista i fotògraf David Guttenfelder va usar un iPhone i l'aplicació Polaritza. El 2013, National Geographic va usar una fotografia de Jim Richardson amb la que va utilitzar el seu iPhone 5s per captar els paisatges escocesos. Al 2019, la cantant estatunidenca Selena Gomez va publicar el seu tema Lose You To Love Me, una cançó molt emotiva el videoclip de la qual es va centrar en la figura de l'artista, els primers plans combinats amb preses més llunyanes i les escales de grises. El vídeo va ser gravat enterament amb un iPhone 11 Pro.